# Manfredi Bosco
Manfredi Bosco (Roma, 26 aprile 1930 – Roma, 17 marzo 2010) è stato un politico italiano.
Figlio di Giacinto Bosco.